# Zosterops anomalus
Zosterops anomalus là một loài chim trong họ Zosteropidae.